# Eilema flavibasis
Eilema flavibasis là một loài bướm đêm thuộc phân họ Arctiinae, họ Erebidae.